# Helicopis cupido
Helicopis cupido is een vlindersoort uit de familie van de prachtvlinders (Riodinidae) en de onderfamilie Riodininae.
Helicopis cupido werd in 1758 vermeld door Linnaeus in de tiende editie van Systema naturae.